# Шалкар (озеро, Северо-Казахстанская область)
Шалка́р (также Челка́р, каз. Шалқаро файле, устар. Чалкар) — бессточное солёное озеро в Айыртауском районе Северо-Казахстанской области Казахстана. Входит в группу Кокшетауских озёр. Недалеко от берега озера расположено село Шалкар (7 км).
Площадь поверхности озера — 29,6 км². Средняя глубина — 5,34 м, наибольшая — 11 м. Объём воды — 0,1579 км³.
Воды озера Шалкар имеют лечебный эффект, связанный с содержанием в них небольшой концентрации соли
Аборигенные виды ихтиофауны — окунь. Кроме них есть вселенцы: ряпушка, пелядь, карп, золотой и серебряный карась.
Весною озеро сильно разливается от принятия в себя с западной стороны многоводной речки Кой-багир, образуя по северному берегу обширные заливные луга. В юго-запад. конец озера вливается р. Тюнь-тюгюр.

## Гидроним
Название озера происходит от казахского слова «шалкар» (каз. «шалқар») — просторное. Название встречается во всех краях республики.